# كل جغان
كل جغان (بالفارسية: کل جگان) هي قرية تقع في قسم هوديان الريفي (مقاطعة دلغان) في إيران. يقدر عدد سكانها بـ 25 نسمة .